# Anna Morozowa
Anna Afanasjewna Morozowa (ros. Анна Афанасьевна Морозова, ur. 23 maja 1921 we wsi Polany w obwodzie kałuskim, zm. 31 grudnia 1944 pod Płockiem) – radziecka partyzantka i żołnierka, odznaczona Złotą Gwiazdą Bohatera Związku Radzieckiego.

## Życiorys
Urodziła się w rodzinie chłopskiej. Mieszkała w Briańsku, później w Wieszczy w obwodzie briańskim, skończyła 8 klas i kursy buchalteryjne, pracowała jako księgowa. Od maja 1942 do września 1943 kierowała podziemną wielonarodową organizacją (złożoną z Rosjan, Polaków i Czechosłowaków) w Sieszczy w składzie 1 Kletniańskiej Brygady Partyzanckiej, uzyskując cenne informacje o przeciwniku i organizując dywersję. Na podstawie jej informacji 17 czerwca 1942 partyzanci rozbili garnizon w bazie lotniczej we wsi Siergiejewka w rejonie dubrowskim w obwodzie briańskim. We wrześniu 1943 wyszła z podziemia i wstąpiła do Armii Czerwonej, w czerwcu 1944 ukończyła kursy radzistów, została włączona w skład grupy zwiadowczej sztabu 10 Armii działającej na terytorium okupowanej Polski. Od końca 1944 działała w polsko-radzieckim oddziale partyzanckim. 31 grudnia 1944 w walce pod Płockiem została ranna i, nie chcąc wpaść w ręce wroga, rozerwała się granatem. Została pochowana w Gradzanowie Kościelnym. 
Uchwałą Prezydium Rady Najwyższej ZSRR z 8 maja 1965 pośmiertnie została odznaczona Złotą Gwiazdą Bohatera Związku Radzieckiego. Była również odznaczona Orderem Lenina, medalami ZSRR i zagranicznymi, w tym Orderem Krzyża Grunwaldu III klasy. W okresie Polski Ludowej jej imię nadano szkole podstawowej w Gradzanowie i szkole gminnej w Siemiątkowie. 